# Ossó de Sió
Ossó de Sió é um município da Espanha na comarca de Urgel, província de Lérida, comunidade autónoma da Catalunha. Tem 26,3 km² de área e em 2021 tinha 196 habitantes (densidade: 7,5 hab./km²).

## Demografia
| Variação demográfica do município entre 1991 e 2004 [carece de fontes?] | Variação demográfica do município entre 1991 e 2004 [carece de fontes?] | Variação demográfica do município entre 1991 e 2004 [carece de fontes?] | Variação demográfica do município entre 1991 e 2004 [carece de fontes?] |
| ----------------------------------------------------------------------- | ----------------------------------------------------------------------- | ----------------------------------------------------------------------- | ----------------------------------------------------------------------- |
| 1991                                                                    | 1996                                                                    | 2001                                                                    | 2004                                                                    |
| 237                                                                     | 214                                                                     | 239                                                                     | 230                                                                     |